# 1707 w literaturze
Wydarzenia literackie w 1707 roku.

## Wydarzenia
- Jonathan Swift porównał prawo do pajęczyny, w której małe muchy grzęzną, a osy i trzmiele dają sobie radę (oryg. Laws are cobwebs which may catch small flies butlet wasps and hornets break through...)

## Nowe książki
- Alain-René Lesage Diabeł kulawy